# کارلوس خاویر لوپز
کارلوس خاویر لوپز (انگلیسی: Carlos Javier López؛ زادهٔ ۱۹ مارس ۱۹۸۰) بازیکن فوتبال اهل آرژانتین است.
از باشگاه‌هایی که در آن بازی کرده‌است می‌توان به باشگاه فوتبال فادوتس، باشگاه فوتبال بلومینگ، باشگاه فوتبال پاچوکا، و باشگاه فوتبال نورث‌ایست یونایتد اشاره کرد.